# Olga Korbut
Olga Korbut (vitryska: Вольга Валянцінаўна Корбут, Volha Valjantsinaŭna Korbut; ryska: Ольга Валентиновна Корбут, Olga Valentinovna Korbut), född 16 maj 1955 i Grodno i Vitryska SSR (idag Hrodna i Belarus) i Sovjetunionen, är en före detta gymnast på elitnivå. Genom fyra guld och två silver vid OS 1972 och 1976, och genom att introducera en helt ny sorts gymnastik, blev hon en av 1900-talets främsta gymnaster. Den kortvuxna Korbut fick smeknamnet "Sparven från Minsk".

## Biografi

### Bakgrund
Korbut började träna gymnastik som åttaåring, och hon började vid elva års ålder studera vid en sovjetisk idrottsskola ledd av hennes framtida tränare Renald Knysj. 1968 vann hon guld vid Spartakiaden.
Den kortvuxna (åtminstone i unga år) Olga Korbut bildade skola inom gymnastiken. Med sin litenhet excellerade hon i akrobatiska övningar och introducerade också flera varianter på egen hand. Vid de sovjetiska mästerskapen 1969 var 14-åringen den första gymnast att genomföra en bakåtvolt i luften på bom, och vid samma tävlingar var hon också först med ett bakåtsläpp på barr. Övningarna kom därefter att kallas "Korbutvolt" respektive "Korbut-flip".

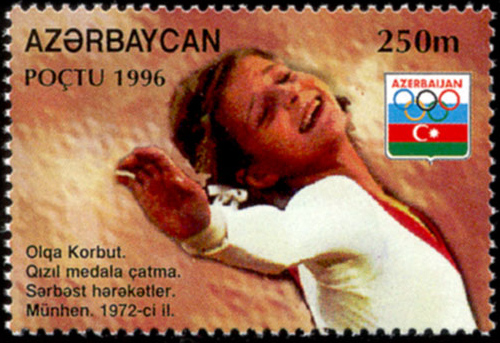
Olga Korbut på ett azeriskt frimärke.

### Internationell karriär
När Korbut OS-debuterade i 1972 i München, var Cathy Rigby en av favoriterna. Den framgångsrika amerikanskan hade i föregående OS introducerat en ny sorts, mer akrobatisk gymnastik. Mot 17-åriga Olga Korbut räckte hon dock inte till, och den sovjetiska gymnasten vann med sina än mer vågade luftövningar tre guldmedaljer. 1972 år utsåg ABC Wide World of Sports henne till Årets idrottare, och året efter fick hon samma utmärkelse av Associated Press.
Hon tog sin fjärde guldmedalj i Montréal år 1976. Vid VM år 1974 vann hon två guld och fyra silver.

### Efter karriären som idrottare
Olga Korbut slutade tävla 1977. 1978 gifte hon sig med Leonid Bortkevitj, och året efter födde hon en son. Äktenskapet upplöstes dock år 2000.
Korbut emigrerade till USA 1991, när Sovjetunionen upplösts, och började två år senare arbeta som gymnastiktränare. Efter emigrationen till USA berättade hon i intervjuer om de hårda villkoren för unga (kvinnliga) gymnaster inom det sovjetiska systemet. Vid OS 1996 fungerade hon dock som en av representanterna för den belarusiska truppen.
2001 gifte hon sig med Alex Voinich och påbörjade samtidigt en tjänst som gymnastiklärare i Dunwoody i delstaten Georgia. Året efter arresterades hon för snatteri (efter vad hon själv förklarade var ett missförstånd), och senare samma år blev hon föremål för en undersökning om falskmynteri.

## Betydelse
Olga Korbuts framgångar banade vägen för en ny sorts artistisk gymnastik, där kortvuxna (vid OS 1972 var hon 152 cm lång och vägde 39 kg) och oftast tonåriga gymnaster vann turneringar genom teknisk briljans snarare än elegans. Efter Korbut kom inte minst Rumänien (med bland annat Nadia Comăneci) och Kina att skörda stora framgångar i motsvarande stil. Även västländer tog efter, och vid OS 1984 grundades USA:s framgångar inom artistisk gymnastik på en ny generation kortvuxna tonåringar med Mary Lou Retton i spetsen.
När Korbut visade upp sig för världen 1972 fick hon snart smeknamnet "Sparven från Minsk". Hon uppmärksammades både för sina framgångar och den nya gymnastik hon introducerade. Dessutom visade hon med sina tårar efter fallet på den olympiska barren (där hon till slut tog sig upp, avslutade sitt program och erövrade silver) ett mänskligt ansikte som låg i tiden. Fyra år efter den krossade Pragvåren etablerade president Richard Nixon USA:s närmare relationer (via pingpongdiplomatin) med folkrepubliken Kina, och vid sidan av bilaterala nedrustningsförhandlingar mellan öst och väst bidrog den lilla Korbut till en lite större öppenhet mellan de politiska blocken.

## Källhänvisningar
1. ↑  Sveriges Radio (20 maj 2018). ”Olga Korbut anklagar sin tränare för våldtäkt”. sverigesradio.se. https://sverigesradio.se/sida/artikel.aspx?programid=83&artikel=6956990. Läst 31 augusti 2018.
2. 1 2 3  "Olga Valentinovna Korbut". britannica.com. Läst 30 mars 2015. (engelska)
3. 1 2 3 4 5 6  "Korbut, Ola". encyclopedia.com. Läst 30 mars 2015. (engelska)
4. 1 2   Olga Korbut i Nationalencyklopedins nätupplaga. Läst 30 mars 2015.
5. ↑  "Olga Korbut". Arkiverad 7 december 2008 hämtat från the Wayback Machine. sports-reference.com. Läst 30 mars 2015. (engelska)